# 라드 (단위)
라드(rad)는 방사성 물질로부터 나온 방사선이 흡수되는 정도를 나타내는 단위이다.

## 정의
1라드는 1/100 그레이=1 센티그레이와 같다.
{\displaystyle 1rad={\frac {1}{100}}Gy=0.01J/kg}

## 같이 보기
- 베크렐
- 퀴리
- 방사선
- 그레이 (단위)
- 뢴트겐 (단위)
- 인체 뢴트겐 당량
- 시버트
- 크기 정도